# بمب‌گذاری ۱۳۸۹ در چابهار
انفجارهای انتحاری در چابهار در روز ۲۴ آذر ۱۳۸۹ مصادف با تاسوعا در شهر چابهار در جنوب شرقی ایران انجام شد. حملات انتحاری در میان گروهی از عزاداران شیعه و نزدیک مسجد امام حسین چابهار به‌وسیلهٔ دو بمب‌گذار انتحاری انجام شد خبرگزاری‌های رسمی از کشته‌شدن حدّاقل۳۸ نفر خبر دادند. رسانه‌های دولتی ایران، همچنین از کشته‌شدن، یک سرباز وظیفه و سه افسر نیروی انتظامی خبر دادند. در میان کشته‌شدگان و مجروحان این حملهٔ انتحاری، شماری زن و کودک نیز جای دارند.
وزارت اطّلاعات ایران اعلام کرد توانسته ۸ تن از افراد مرتبط با این حملات را در شهرهای مختلف استان سیستان و بلوچستان دستگیر کند. سایت جندالله اظهارات وزیر اطّلاعات ایران در مورد دستگیری یکی از عوامل انتحاری را رد کرد.

## مسئولیت انفجار
به نقل از العربیّه، گروه جندالله مسئولیّت این انفجار را برعهده گرفته‌است.
جندالله در بیانیّه‌ای، اعلام کرد که این عملیات را به انتقام اعدام عبدالمالک ریگی و دیگر اعضای اعدام‌شدهٔ این گروه شبه‌نظامی انجام داده‌است. همچنین در این بیانیّه ادّعا شد که ده‌ها تن از اعضای سپاه پاسداران انقلاب اسلامی و «مزدوران رژیم ایران» در این عملیات کشته شده‌اند. این گروه مشخّصات و تصاویر دو نفر به نام‌های سیف‌الرّحمان چابهاری و حسان خاشی را به عنوان بمب‌گذاران انتحاری این حادثه منتشر کرد.

## تعداد انفجارها
معاون امنیتی وزیر کشور ایران اعلام کرد که دو انفجار رخ داده ولی فرماندار چابهار موضوع دو انفجار را خبری نادرست خواند. فرماندار چابهار در خبری دیگر اعلام کرد که دو عملیات انتحاری رخ داده‌است.

## تعداد عاملان انفجار
فرماندار چابهار در مصاحبه با خبرگزاری ایرنا تعداد عاملان این انفجار را دو نفر و در مصاحبه با خبرگزاری فارس سه نفر اعلام کرد.

## تناقض در آمار کشته‌شدگان
محمود مظفّر، رئیس سازمان امداد و نجات هلال احمر، علّت تناقض در آمار کشته‌شدگان را احیای مجروحینی عنوان کرد که پیشتر شهید محسوب شده بودند او آمار کشته شدگان را ۳۱ نفر اعلام کرد. درحالی‌که پیشتر مدیر کل پزشکی قانونی سیستان و بلوچستان اعلام کرده بود که جنازهٔ ۳۸ را نفر را تحویل گرفته‌است.

## برخورد
در تاریخ ۲۹ آذر ۱۳۸۹، یازده هوادار گروه جندالله در زندان زاهدان اعدام شدند. عبدالرئوف ریگی سخنگوی جندالله در مصاحبه‌ای با روزنامهٔ الشرق الاوسط اعلام کرد که افراد اعدام شده ارتباطی با جندالله نداشتند و تنها نسبت‌های قبیله‌ای و قومی با اعضای گروه داشتند.او از تصمیم جندالله برای اعدام یک گروگان خود به تلافی این اعدام‌ها خبر داد

## واکنش‌ها
- سازمان ملل متحد - بان کی‌مون، دبیر کل سازمان ملل متّحد حملات تروریستی به عزاداران چابهاری را به‌شدّت محکوم کرد.[۲۰]
- ایالات متحده آمریکا - باراک اوباما، رئیس‌جمهور آمریکا، بمب‌گذاری‌های انتحاری در چابهار را به‌شدت محکوم کرد و از آن به عنوان «حملاتی تروریستی که مایه انزجار است» یاد کرد. رئیس‌جمهور آمریکا افزود «قتل غیرنظامیان بی‌گناه در عبادت‌گاهشان در جریان مراسم مذهبی، یک عمل زشت است و کسانی که دست به آن زده‌اند، باید پاسخ‌گو شناخته شوند. این عملی شرم‌آور و بزدلانه است».[۲۱]
- ایالات متحده آمریکا - هیلاری کلینتون، وزیر امور خارجه آمریکا، انفجارها در شهر چابهار را محکوم کرد. هیلاری کلینتون با انتشار بیانیه‌ای متذکر شد که وی «به نمایندگی از مردم آمریکا، مراتب تسلیت خود را به خانواده قربانیان این حادثه ابراز می‌دارم».[۲۲]
- آلمان - گیدو وستروله، وزیر امور خارجه آلمان، در بیانیّه‌ای گفت «من این سوءقصد مزورانه به مومنان بی‌گناه را شدیداً محکوم می‌کنم. من با خانواده‌های قربانیان هم‌دردی و برای زخمیان پرشمار این حادثه، بهبودی هرچه زودتر آرزو می‌کنم. اقداماتی از این دست نشان می‌دهد که خشونت تروریستی تهدیدی جهانی است که ما برای مبارزه با آن باید در سطح بین‌المللی همکاری کنیم».[۲۰]
- بریتانیا - آلیستر برت، معاون وزیر امور خارجهٔ بریتانیا در امور خاورمیانه و آفریقا در بیانیّه‌ای گفت «دولت بریتانیا، این عملیات خشونت‌آمیز را به‌شدت محکوم می‌کند. ما از تروریسم در هر شکل ممکن ابراز انزجار می‌کنیم».[۲۲]
- فرانسه - برنار والرو، سخنگوی وزارت امور خارجه فرانسه، مراتب هم‌دردی کشورش را پس از این «عمل تروریستی زننده که یک عبادت‌گاه را در جریان مراسم مذهبی هدف گرفته و ایران را در غم فرو برده» ابراز داشت.[۲۲]
- اردن - ملک عبدالله دوم، پادشاه اردن در پیامی به محمود احمدی‌نژاد این انفجارها را محکوم کردند.[۲۳]